# Strada statale 535 del Savuto
La ex strada statale 535 del Savuto (SS 535), ora strada provinciale 242 ex SS 535 Rogliano-Bocca di Piazza (SP 242), è una strada provinciale italiana, il cui percorso si snoda nella Provincia di Cosenza.

## Percorso
La strada ha inizio nel centro abitato di Rogliano, distaccandosi dalla ex strada statale 19 delle Calabrie. Deriva il nome dell'omonimo fiume che scorre non lontano dalla strada stessa; il suo percorso si snoda essenzialmente lungo l'asse ovest-est, attraversando la Sila e raggiungendo il comune di Parenti.
Si tratta di una strada tipicamente di montagna che lungo il suo percorso mantiene un'altitudine compresa tra i 500 (in località Balzata) e i 1300 metri (nei pressi dell'innesto con la strada statale 108 bis Silana di Cariati in località Bocca di Piazza).
In seguito al decreto legislativo n. 112 del 1998, dal 2002 la gestione è passata dall'ANAS alla Regione Calabria, che ha provveduto al trasferimento dell'infrastruttura al demanio della Provincia di Cosenza.